# هانس مولر (سياسي ألماني)
هانس مولر (بالألمانية: Hans Müller)‏ هو قاضي ومحامي وسياسي ألماني، ولد في 25 يونيو 1884 في ألمانيا، وتوفي في 19 أبريل 1961 في نفس البلد. حزبياً، نشط في الاتحاد الاجتماعي المسيحي.

## روابط خارجية
- هانس مولر (سياسي ألماني) على موقع مونزينجر (الألمانية)